# 四ツ郷屋
四ツ郷屋（よつごうや）は、新潟県新潟市西区の町字。郵便番号は950-2201。

## 概要
1889年（明治22年）まであった四ツ郷屋浜村の区域で、角田山北麓の日本海側に位置する。江戸時代から現在までの地名。

### 旧巻町との関係
当地区は2005年に西蒲原郡巻町が新潟市に編入合併される前は、巻町に属していた。しかし、元々新潟市（赤塚地区）と生活圏や小中学校区が一体化していたため、2007年の新潟市の政令指定都市移行の際には、巻町の大部分と同じ西蒲区にはならずに、西区の区域となった。
また、合併以前より郵便番号や市外局番は旧巻町とは異なるものであった。しかし、2022年の公職選挙法改正までの衆議院議員総選挙の選挙区が旧巻町と同じ新潟2区であった等、巻町に属していた頃の名残りも一部には残っている。
また、四ツ郷屋地区のみを巻町から切り離し、新潟市に編入する計画もあった。

### 隣接する町字
北から東回り順に、以下の町字と隣接する。
- 内野上新町
- 中権寺
- 谷内
- 木山
- 神山
- 西蒲区越前浜

## 歴史
開発年代は1605年。1618年（元和4年）に村名の記録が残されている。
当初は漁業、塩浜、砂丘地農業が行われていたが、第二次世界大戦後に新潟市の近郊砂丘農業地として砂丘地が開発され、ダイコンやスイカなどの蔬菜の他にチューリップを大量に栽培している。
海岸部では海水浴場が開発されたが、海岸の浸食により砂浜を消失したため、2013年（平成25年）からは開設されていない。

### 年表
- 1889年（明治22年）4月1日 : 合併により木山村の大字となる。
- 1901年（明治34年）11月1日 : 合併により角田村の大字となる（四ツ郷屋以外の木山村の区域は赤塚村となる）。
- 1955年（昭和30年）1月1日 : 合併により巻町の大字となる。
- 2005年（平成17年）10月10日 : 合併により新潟市の大字となる。
- 2007年（平成19年）4月1日 : 新潟市の政令指定都市移行により、西区の大字となる。

## 世帯数と人口
2018年（平成30年）1月31日現在の世帯数と人口は以下の通りである。
| 大字     | 世帯数  | 人口  |
| -------- | ------- | ----- |
| 四ツ郷屋 | 183世帯 | 455人 |

## 小・中学校の学区
市立小・中学校に通う場合、学区は以下の通りとなる。
| 番地 | 小学校             | 中学校             |
| ---- | ------------------ | ------------------ |
| 全域 | 新潟市立木山小学校 | 新潟市立赤塚中学校 |

## 主な企業・施設
- 四ツ郷屋簡易郵便局
- 新潟県四ツ郷屋発電所（メガソーラー）

## 観光
四ツ郷屋浜海水浴場（よつごうやはまかいすいよくじょう）
四ツ郷屋にある海水浴場。

## 交通

### 道路
- 国道402号
- 新潟県道168号越後赤塚停車場四ッ郷屋線